# Нотдурфтер, Михаэль
Михаэль Нотдурфтер (нем. Michael Nothdurfter, также искажённо — Мигель Нортфустер (исп. Miguel Northfuster), 10 апреля 1961 — 5 декабря 1990) — южнотирольский теолог, революционер-интернационалист, партизан Комиссии имени Нестора Паса Саморы (фракции возрождённой боливийской Армии национального освобождения). Утверждал, что «учение Иисуса может быть реализовано только силой оружия». Убит агентами политической полиции.

## Биография
Родившийся в Больцано предпоследний сын журналиста Луиса Нотдурфтера. После окончания в 1980 году францисканской средней школы в Больцано посещал богословские школы сначала в Лондоне, затем в Нидерландах. В 1980-х отправился в Боливию, где в 23 года поступил в иезуитскую семинарию в Кочабамбе, но бросил её, чтобы поступить на факультет социологии университета Ла-Паса.
В тот же период он был политически и социально предан делу бедноты, вплоть до того, что решил присоединиться к вооруженной борьбе в рядах ультралевой группировки Комиссии им. Нестора Паса Саморы, претендовавшей на преемственность с геваристской Армией национального освобождения.
11 июня 1990 года группа под руководством Нотдурфтера похитила бизнесмена Хорхе Лонсдейла, руководителя местной штаб-квартиры Coca-Cola, потребовав за его освобождение выкуп в размере 500 000 долларов США.
Шесть месяцев спустя, 5 декабря, в ходе полицейской операции пули боливийского спецназа застрелили самого заложника (по официальной версии убит партизанами, но по данным последующего расследования погиб в результате стрельбы боливийских полицейских), а также Нотдурфтера и двоих его товарищей. В отчете судебно-медицинской экспертизы указывается, что Нотдурфтер был застрелен безоружным с близкого расстояния — по всей видимости, в ходе внесудебной расправы.
Журналист Паоло Каньян посвятил истории Нотдурфтера книгу «Командир Гонсало идет на войну», за которую он получил премию Пьерлуки Понтрандольфо, а режиссёр Андреас Пихлер — документальный фильм «Der Pfad des Kriegers».